# Radamel García
Radamel Enrique García (Santa Marta, 16 april 1957 - aldaar, 3 januari 2019) was een profvoetballer uit Colombia, die als verdediger onder meer speelde voor Independiente Santa Fe uit Bogota.
García nam met het Colombiaans voetbalelftal deel aan de Olympische Spelen van 1980 in Moskou, en speelde daar mee in de eerste (tegen Tsjechoslowakije) van de drie groepswedstrijden. Zijn zoon Radamel Falcao (1986) speelde later ook profvoetbal.
García overleed op 3 januari 2019 op 61-jarige leeftijd aan een hartstilstand tijdens het tennissen.